# 樊昌信
樊昌信（1931年—），男，北京人，中国通信工程专家，西安电子科技大学教授、博士生导师，IEEE Fellow。